# Colvillea racemosa
Genre
Espèce
Statut de conservation UICN

LCver 3.1 : Préoccupation mineure
Colvillea racemosa est une espèce de plantes à fleurs dicotylédones de la famille des Fabaceae, sous-famille des Caesalpinioideae, originaire de Madagascar. C'est l'unique espèce acceptée du genre Colvillea (genre monotypique).

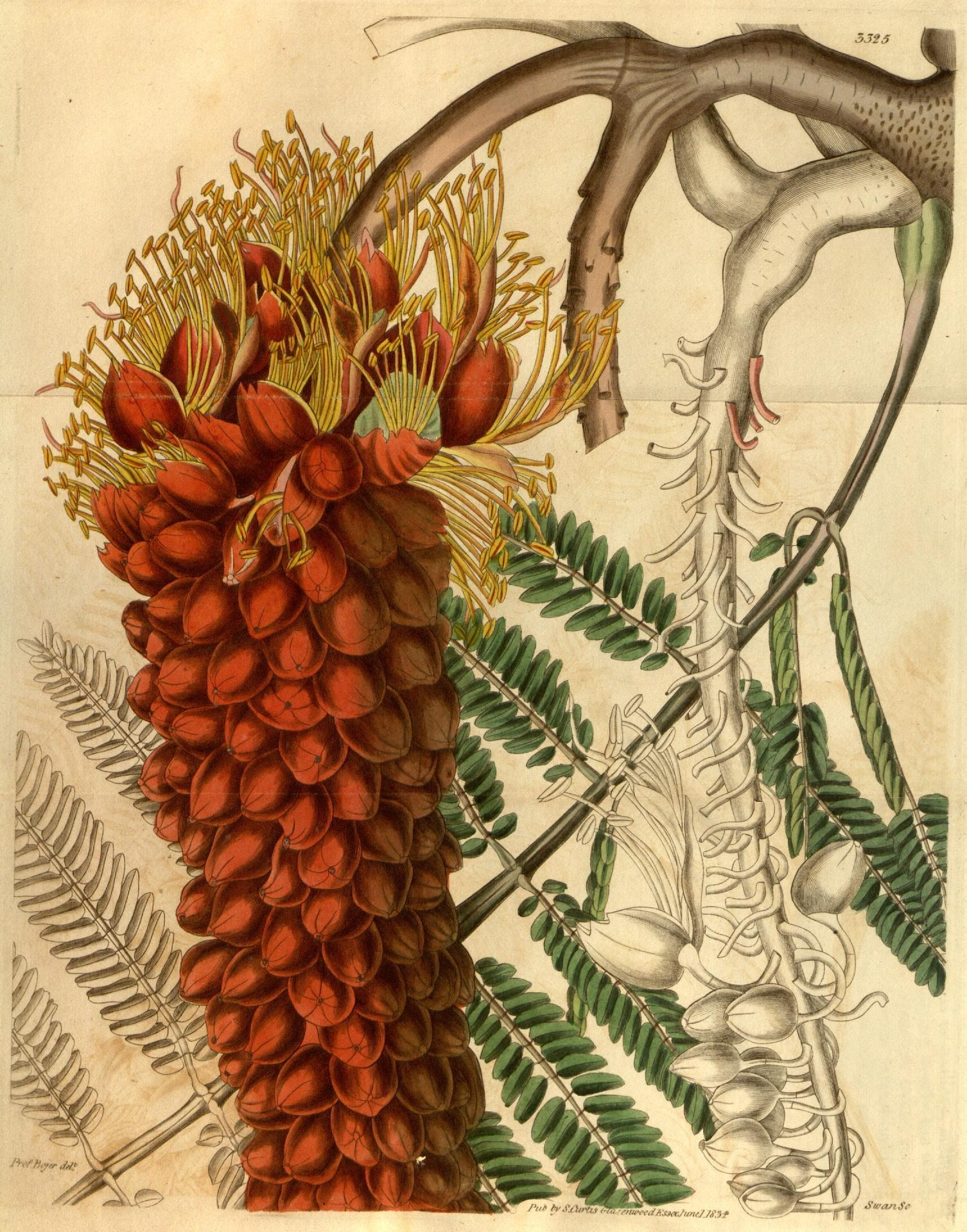
Pl. 3325 Curtis's botanical magazine.

## Étymologie
Le nom générique, « Colvillea », est un hommage à Charles Colville (1770-1843), officier écossais qui fut notamment gouverneur de Maurice.